# Empoasca accincta
Empoasca accincta är en insektsart som beskrevs av Rowland Southern 1982. Empoasca accincta ingår i släktet Empoasca och familjen dvärgstritar. Inga underarter finns listade i Catalogue of Life.